# Vinita Park
Vinita Park és una població dels Estats Units a l'estat de Missouri. Segons el cens del 2000 tenia 1.924 habitants.

## Demografia
Segons el cens del 2000, Vinita Park tenia 1.924 habitants, 752 habitatges, i 515 famílies. La densitat de població era de 1.017,6 habitants per km².
Dels 752 habitatges en un 34,3% hi vivien nens de menys de 18 anys, en un 36,8% hi vivien parelles casades, en un 25,1% dones solteres, i en un 31,4% no eren unitats familiars. En el 26,3% dels habitatges hi vivien persones soles el 7% de les quals corresponia a persones de 65 anys o més que vivien soles. El nombre mitjà de persones vivint en cada habitatge era de 2,56 i el nombre mitjà de persones que vivien en cada família era de 3,1.
Per edats la població es repartia de la següent manera: un 29,6% tenia menys de 18 anys, un 9,3% entre 18 i 24, un 33,2% entre 25 i 44, un 18% de 45 a 60 i un 9,9% 65 anys o més.
L'edat mediana era de 31 anys. Per cada 100 dones de 18 o més anys hi havia 80,4 homes.
La renda mediana per habitatge era de 29.482 $ i la renda mediana per família de 33.523 $. Els homes tenien una renda mediana de 27.228 $ mentre que les dones 23.951 $. La renda per capita de la població era de 15.274 $. Entorn del 15,1% de les famílies i el 16,5% de la població estaven per davall del llindar de pobresa.

## Poblacions més properes
El següent diagrama mostra les poblacions més properes.